# Veilside
Veilside Company Limited é uma companhia de veículos japonesa que vende suspensões, motores adaptados, parte internas, bem como partes aerodinâmicas de veículos e demais peças estéticas automotivas.
É a responsável pela inovações feitas em veículos que participaram de alguns filmes. Entre eles o automóvel Mazda RX-7 usado no filme The Fast and the Furious.